# Smoking/No Smoking
Smoking/No Smoking è un film del 1993 diretto da Alain Resnais. Produzione franco-italo-svizzera, il film si compone di due parti, ciascuna della durata di circa due ore e mezza. È l'adattamento di Intimate Exchanges, ciclo di pièce del commediografo britannico Alan Ayckbourn, del 1982.

## Riconoscimenti
- 1993 - Premio Louis-Delluc
- 1994 - Premio César
  - Miglior film
  - Miglior regista
  - Miglior sceneggiatura
  - Migliore attore (Pierre Arditi)
  - Migliore scenografia